# 세르게이 고르시코프
세르게이 게오르기예비치 고르시코프(Сергей Георгиевич Горшков, 1910년 2월 26일 ~ 1988년 5월 12일)는 소비에트 연방의 군인으로 1956년부터 1985년동안 소련 해군 총사령관 지위에 있었으며, 냉전 당시 소비에트 연방 해군과 현재 러시아 해군에 막대한 기여를 했다. 니콜라이 쿠즈네초프를 소련 해군의 아버지로 부르는 것에 빗대어 고르시코프는 소련 해군의 어머니로 불리고 있다.

## 성장
세르게이 고르시코프는 1910년 러시아 제국 카미야네치포돌시키에서 태어나 모스크바주의 콜롬나에서 자랐다. 1926년 레닌그라드 대학교 물리 수학과에 입학했으나, 1927년 프룬제 군사 아카데미로 편입하였고 소련 해군에 입대했으며, 1931년 프룬제 군사 아카데미를 졸업한다. 졸업 후 흑해 함대에 배속되어 흑해함대 구축함 프룬제의 항해사로 근무하다가 1932년 다시 태평양 함대 기뢰전 함선 톰스크로 재배치되었고 이후 대 여단장까지 역임한 후 1937년과 1941년간 해군 지휘관 코스를 졸업해 31살에 최연소 해군 제독이 된다.

## 제2차 세계대전과 전후
독소전쟁이 발발한 해 10월에 아조프 소함대 사령관에 임명되고, 케르치 반도 상륙에서 두각을 나타내었다. 그리고 1년 뒤 1942년 9월에 제47군을 임시 지휘하여 노보로시스크를 방어, 1943년 아조프 소함대에 복귀한 뒤 그해 말에 다뉴브 소함대 사령관에 임명되었다가 44년 10월 흑해함대 전대 사령관이 된다. 2차 세계대전이 끝난 후 1948년~1951년 함대 참모장, 1951년~1955년 흑해함대 사령관, 그리고 1955년~1956년 해군 부사령관을 역임하였고, 1956년 쿠즈네초프의 뒤를 이어서 소련 해군 총사령관과 국방 차관에 임명되었다.

## 재임 시절
소련 해군 총사령관으로 있던 동안 고르시코프는 소련 해군을 세계 2위의 해군으로 만들어 놓았다. 브레즈네프, 안드로포프, 체르넨코 시절을 통해 균형 함대 발전론을 주창하면서 1970년 크반트 연구소를 방문해 소비에트 해군용 카라트 컴퓨터의 개발을 의뢰하는 등 소련 해군의 현대화와 해군력 강화에 노력해 소련 함대의 전술, 전력 강화, 함선 건조 및 설계 사상 등 모든 해군 분야에 일대 혁신을 불러왔다. 고르시코프는 소련 해군의 교리에도 막대한 영향을 미쳤는데 냉전 당시 소련 해군과 현 러시아 해군은 사실상 고르시코프가 만들었다고 봐도 과언이 아닐 정도다. 고르시코프가 주장한 소련 해군의 전략은 필요한 때에 필요한 해역을 장악한다는 전략이다. 이런 전략을 주장하게 된 데에는 대함 미사일과 잠수함의 발달이 있다. 고르시코프는 미사일과 잠수함이 발달한 이상 해상 어디에서라도 기습의 위험을 피할 수 없게 되었고 생각하였고 실제로 이 전략은 냉전 시기 내내 소련 해군의 정식 교리였다.

## 수훈
- 소비에트 연방 영웅 2회
- 레닌 상 수상
- 소련 국가 포상
- 세바스토폴, 블라디보스토크 명예 시민
- 1등 우샤코프 훈장
- 1등 쿠투조프 훈장

### 저서
- 국가의 해양력